# Parafia św. Andrzeja Apostoła w Suchedniowie
Parafia św. Andrzeja Apostoła w Suchedniowie – rzymskokatolicka parafia należąca do dekanatu skarżyskiego diecezji radomskiej. 

## Historia
Kościół parafialny wzniesiony w 1758 z fundacji biskupa Andrzeja Załuskiego, rozbudowany w 1852; posiada ołtarz wczesnobarokowy; znajduje się tu sztandar z okresu powstania styczniowego. Konsekracji świątyni dokonał 17 czerwca 1860 bp Józef Michał Juszyński. Parafię erygowano 17 stycznia 1863. Ponownie konsekrował kościół w 1921 bp Paweł Kubicki. Kościół jest budowlą bazylikową, trójnawową, wzniesioną na planie krzyża łacińskiego, zbudowaną z kamienia. Parafię w Suchedniowie trzykrotnie odwiedzał kard. Karol Wojtyła w 1973, 1974 i 1978.

## Zasięg parafii
Do parafii należą wierni z Suchedniowa.

## Proboszczowie
- 1941–1954 – ks. Władysław Muszalski
- 1954–1956 – ks. Kazimierz Kniedziałowski
- 1956–1972 – ks. Stanisław Bryński
- 1972–2010 – ks. inf. Józef Wójcik
- 2010–2012 – ks. kan. Stanisław Sikorski
- 2012–2023 – ks. kan. Marek Migocki
- od 2023 – ks. Dariusz Pląsek

## Grupy parafialne
Akcja Katolicka, Chór Młodzieżowy, Chór Parafialny, Diakonia Liturgiczna, Grupa Pielgrzymkowa, Katolickie Sowarzyszenie Młodzieży, Koła Żywego Różańca, Ministranci, Rycerstwo Niepokalanej, Rycerze Kolumba, Schola, Straż Honorowa Serca Jezusowego.